# 张王会谈
王張會是指2014年時任臺灣行政院大陸委員會主任委員王郁琦與中国大陆中共中央臺灣工作辦公室（中共中央台辦）主任張志軍的會面。

## 背景意義
兩岸事務首長互訪是在對等、尊嚴的前提下所推動。此一制度化平臺的建構主要目的有二：首先，務實處理兩岸重要議題、爭取民眾福祉；第二，彰顯兩岸隔海分治現況，及中華民國存在的客觀事實，並闡揚臺灣社會多元價值。

## 第一次王張會
2014年2月11日至2月14日。王郁琦应邀访问南京、上海，并于2月11日下午在南京紫金山庄与张志军举行第一次兩岸事務首長會議。有评论称，张王会开启了两岸官方对话，意义超过了1993年的辜汪會談。

### 日程
2月11日下午2时，王郁琦与张志军在南京紫金山庄举行会谈。2月12日上午，王郁琦一行到南京中山陵谒陵，并发表祭文，值得一提的是，花圈署名写着大陆委员会主任委员王郁琦暨全体同仁敬献，未提及行政院；但王郁琦在博愛廣場致詞時，透過擴音器宣示「中華民國已經103年了」，也提到海峽雙方應當正視兩岸的現實，務實的面對問題、解決問題。下午，王郁琦前往南京大学演讲。
2月13日上午抵上海、下午赴上海社科院，與上海重要智庫學者專家座談；另參訪上海廣播電視臺；晚間陸委會與中央臺辦一行於和平飯店進行閉門茶敘。2月14日上午赴上海臺商子女學校訪視、下午搭機返臺。

### 祭中山陵文
王郁琦的《祭国父陵文》全文如下：
民国一百零三年二月十二日大陆委员会主任委员王郁琦率访问团谨以鲜花之仪致祭于国父中山先生之陵曰：

伟哉国父，领导革命，民国肇建，青天初现。白日当空，光耀神州，年祚永续，薪传绵延。
三民主義，五權憲法，方略大纲，以民为本。宝岛台湾，一本初衷，继志述事，绍承履践。
两岸隔海，已逾甲子，九二共识，求同存异。正视现实，民生为念，和平发展，共创双赢。
两岸人民，同属中华，中山思想，共同资产。力行遗训，为民谋福，贡献寰宇，以进大同。告慰国父之灵。
伏维　灵鉴

大陆委员会主任委员王郁琦率访问团谨奠

### 主题
会议主要关注以下三方面：
1. 两岸两会互设办事机构的人道探视。
2. 两岸共同参与区域经济整合。
3. 加强在陆就学台生的医疗保障。[10]

### 各方反应
中華民國：
- 總統馬英九赞扬此次会议至关重要。（hailed the meeting to be extraordinary significant.）[11]

- 2014年2月14日，前民主進步黨立法委員郭正亮說：「2014年王張會，國共兩黨公開標舉『九二共識』、『兩岸人民同屬中華』、『孫中山思想』作為兩岸共同資產，馬政府已經明顯接軌到對岸『中華民族的偉大復興』論述，墊高了民進黨進入兩岸正常交往的門檻。但面對國共越堆越高的兩岸論述舞台，民進黨至今或是反對到底、或是支吾其詞、或是視而不見，結果當然上不了檯面；這種全面否定國共交往基礎的僵硬思維，註定民進黨的最後一哩路只會越走越長，落後國民黨的兩岸距離只會越來越遠。」[12]

- 2014年2月19日，前民進黨主席謝長廷接受《聯合報》專訪時說，王張會互稱官銜，符合他主張的憲法各表[13]。

 美国：
- 2014年2月12日，卡內基國際和平基金會副總裁包道格接受中評社專訪時說，王張會在兩岸關係上邁出好的又一步，雖然走得不太遠、取得的進展不明顯，但有助於穩定和管控兩岸在經濟、社會、教育、文化等領域的關係，符合美國的利益，也符合兩岸人民的利益；但他不覺得兩岸已經準備好讓兩岸領導人舉行峰會。他說，民進黨要求王郁琦在王張會中不得談政治議題、不得呼應一中框架，但王張會中雙方都重申九二共識；如果不能談九二共識，或者不能談九二共識中蘊含的一些想法，就無法處理兩岸政策；美國將持續關注民進黨內部的辯論，看民進黨在2016年選舉之前如何處理兩岸關係[14]。

### 會議成果
1. 王主委於會中強調擱置爭議、正視現實的重要性，期盼兩岸關係續在「九二共識」基礎上向前發展，增進瞭解與培養互信。
2. 雙方秉持對等、尊嚴原則，同意建置陸委會與中央臺辦的聯繫溝通機制，針對兩岸交流互動衍生之重大議題，務實溝通與處理。包括雙方首長層級互訪及強化雙方既有業務處（局）之溝通管道；雙方也同意在此機制下，適度給予雙方相關人員入出境往來及通關便利。
3. 針對兩會互設辦事機構的人道探視議題，雙方同意進一步積極研議可行方案，務實處理互設辦事機構之有關議題。
4. 敦促陸方承諾具體落實對臺灣學生的醫療照顧，讓我在陸就讀高校及科研院所之臺生與當地學生相同，可納入城鎮居民基本醫療保險範圍。另說明我方將持續積極推動在臺就學之陸生能納入全民健保，使臺生與陸生均能享有學習及生活的友善環境。
5. 此外，雙方針對兩岸共同參與區域經濟整合，兩岸新聞資訊對等流通、駐點記者生活便利，以及推動兩岸文化、教育及科技交流等議題，交換意見。[15]

## 第二次王張會
指2014年6月，中共中央台灣工作辦公室主任張志軍訪問台灣，並與台灣陸委會主委王郁琦在2014年王張會後又一次的會談。

### 日程
6月25日中午抵達台灣，下午與陸委會主委王郁琦舉行兩岸事務首長會議，晚間並由陸委會設宴款待張志軍一行人。
6月26日訪新北市，一早拜訪新北市汐止區厚德里社區活動中心、土城區公共托老中心、中午前往五股勞工活動中心與新北市朱立倫市長會面並參訪五股餅店。下午前往烏來與原住民座談。晚間與學者專家進行意見交流。
6月27日南下高雄、參訪中都溼地公園，與高雄市長陳菊茶敘，中午參訪小林村，下午參訪果園、佛光山及高雄義守大學，並在義守大學學生餐廳與學生進行座談。晚上王張兩人再度相會茶敘。
6月28日原定清晨參訪高雄前鎮漁港，隨即前往台中參訪霧峰林家、台中大雅惠明盲校，並與台中市長胡志強會面，下午前往彰化鹿港天后宮，出席漆器媽祖安放儀式，晚間搭機離台。但受到抗議活動的影響，該日行程中，除參訪台中大雅惠明盲校，及與台中市長胡志強見面外的行程大多取消。

### 相關抗議與衝突事件
6月24日，馮光遠以台灣公民及台北市長參選人的身份，對訪台的中國大陸中共中央台灣工作辦公室主任張志軍發出公開信，呼籲中共當局無條件釋放中國大陸異議人士高瑜、浦志強、徐友漁、郝建、劉荻、胡石根等人。

### 會議成果
1. 闡述中華民國對臺灣前途之政策立場，籲擱置爭議、共創雙贏。對近日外界高度關切臺灣未來的決定問題，王主委在會中重申政府立場，強調臺灣未來應在中華民國憲法架構下，由臺灣2,300萬人民自己決定，希望陸方予以尊重﹔張志軍也表述堅持主權領土完整的一貫立場。王主委籲陸方應秉持「擱置爭議、共創雙贏」的精神，務實優先處理攸關民生福祉權益的議題。
2. 持續推動陸委會與中央臺辦聯繫溝通。自今年2月正式啟動後，相關溝通聯繫運作順暢，有助彼此增進瞭解、減少誤判，有利於兩岸事務的順利推動及兩岸關係的良性發展，也有助推進兩岸官方往來制度化，雙方也將在此一基礎上務實推動後續的聯繫溝通。
3. 服貿協議生效後，依相關規定啟動後續磋商﹔積極安排貨貿協議後續業務溝通。王主委於會中提出在服貿協議生效後，由雙方儘速依據服貿協議第二章第8條緊急情況的磋商、第11條例外措施及第四章第19條定期檢視等，啟動後續磋商，張主任對此也做了正面回應。雙方也同意積極安排貨貿協議的後續業務溝通。
4. 務實推動兩岸兩會互設辦事機構後續業務溝通。雙方重申人道探視是辦事機構的重要功能，對人道探視的執行方案、互設辦事機構的行為規範及保障與便利措施等具體安排，表達積極研議處理的態度，務實推動後續業務溝通，並力求完善辦事機構的實質服務功能，即時有效地為民眾服務。
5. 安排相關單位就陸客來臺中轉展開溝通。兩會在今年2月下旬第二次「兩岸協議成效與檢討會議」中，同意就開放「陸客來臺轉機」議題研究可行方案，雙方於本次會議中進一步同意安排有關單位展開溝通。
6. 陸方提議共同研究兩岸經濟共同發展與區域經濟合作進程相銜接議題。陸方提出雙方應儘快啟動共同研究工作，務實探討兩岸經濟共同發展與區域經濟合作進程相銜接的適當方式與可行途徑，建議透過陸委會和中央臺辦聯繫溝通機制，或ECFA架構下的聯繫機制，由兩岸經濟部門組織有關部門及重要專家學者共同進行研討。我方對此持正面態度，至於具體機制安排可再研議。[19]

## 第三次王張會
2014年亞太經濟合作會議（APEC）經濟領袖會議於11月10-11日在大陸北京舉行。擔任中華民國總統特使也是前副總統的蕭萬長於11月9日下午，與中共中央總書記習近平於北京人民大會堂會面。陸委會王郁琦等一行於APEC會議結束後，11月12日上午與中共中央臺辦主任張志軍會面，本次會面成果：
1. 雙方均再次表達「九二共識」對兩岸關係發展的重要性，未來雙方仍會在「九二共識」基礎上穩中求進，持續推進兩岸關係和平穩定發展。
2. 雙方積極推動貨貿、兩會互設辦事機構等後續協商議題之進程，展開後續業務溝通，期儘速獲致具體成果。
3. 雙方將授權海基、海協兩會就陸客來臺中轉進行商談，並進一步溝通便利兩岸民眾往來事宜。
4. 在兩岸經濟合作及雙方共同參與區域經濟整合方面，近期陸委會及中央臺辦將就啟動共同研究的準備工作，儘快進行具體溝通。
5. 在兩岸食品安全方面，雙方同意持續透過兩岸食品安全協議機制，加強交流合作。我方也強調，在風險控管合理之要求下，採取適當管理措施，避免擴及不相關品項，兼顧兩岸民眾食品安全及兩岸貿易正常往來。
6. 雙方將持續推動兩岸文化、教育、科技及青年交流。

## 相關會議
- 兩岸領導人會面
- 兩岸事務首長會議